# Die beiden Papageien, der König und sein Sohn

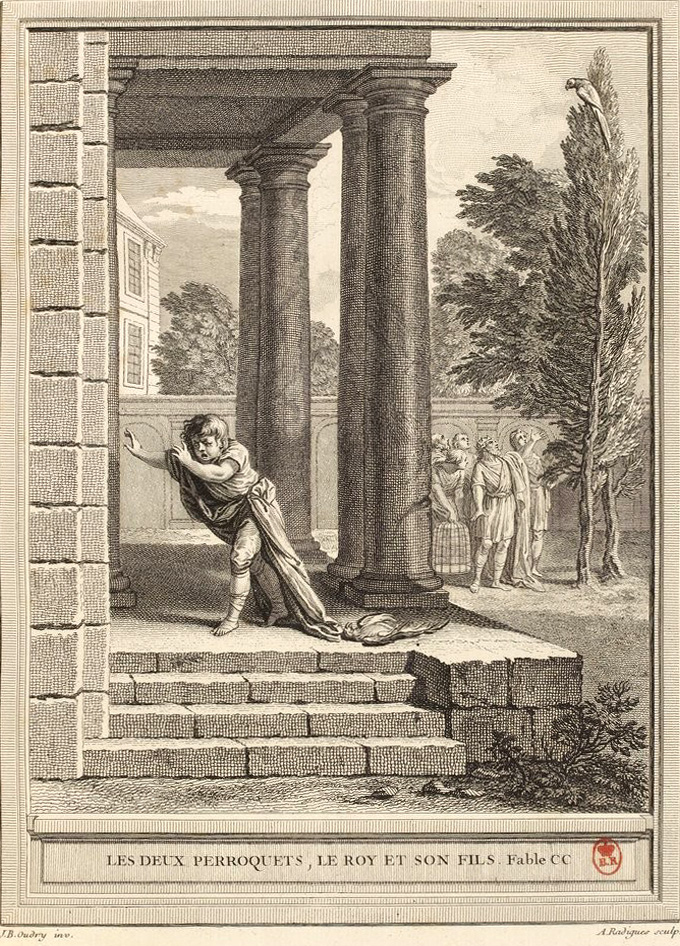
Les Deux Perroquets, le Roi et son fils

Die beiden Papageien, der König und sein Sohn (französisch Les Deux Perroquets, le Roi et son fils) ist die zwölfte Fabel im zehnten Buch der Fabelsammlung Fables Choisies, Mises En Vers von Jean de La Fontaine.
La Fontaines Fabeln sind übersät mit toten oder entfremdeten Verbündeten und Freunden, wenn er die Bedeutung echter Freundschaft durch ein Porträt gefährlicher Freundschaft deutlich macht. Hier verbindet er alle vier Protagonisten – den Papagei und den König mit ihren zwei Söhnen – in „une amitié sincère“ (aufrichtige Freundschaft). Sowohl der König als auch sein Sohn sind begeisterte Vogelsammler. Die Lieblinge des Prinzen sind der junge Papagei und ein Spatz. Diese zwei Vögel spielen und streiten sich eines Tages, wobei der Spatz verletzt wird; der Prinz tötet in seiner blinden Wut den jungen Papagei. Der Vater des getöteten Papageis pickt daraufhin dem Prinzen die Augen aus und flieht dann vom Königshof. Der gerechte König, der die Rache des Papageienvaters anerkennt, appelliert an ihn, zum Hof zurückzukehren, doch der vorsichtige Papagei weigert sich und zieht sich in die obersten Zweige einer weitentlegenen Kiefer zurück:
Herr König, werther Freund, du sprichst umsonst, drum lass es! 

Rückkehr? Niemals! Die Trennung tut

das ihre schon: Sie ist zur Heilung wilden Hasses

wie gegen Liebe als ein Pflaster gut.
Übersetzer: Ernst Dohm

## Moral
Der Papagei hätte niemals einer Freundschaft mit einem König vertrauen dürfen. Jeder, der auf eine echte Freundschaft hofft, sollte sich zuerst selbst kennen. Wie der Fabulist in der Schlussfabel seiner Sammlung ausführt: Menschen, die sich selbst nicht kennen, haben keine Möglichkeit, andere Menschen zu beurteilen.